# Locomotiva Blücher

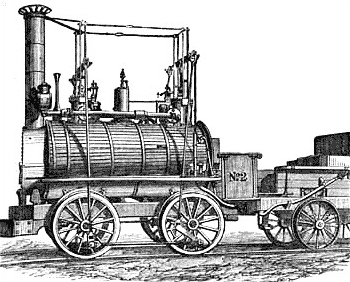
La Blücher in un'incisione d'epoca.

La Blücher è una locomotiva primitiva, costruita nel 1814 dall'ingegnere britannico George Stephenson per la miniera di carbone Killingworth.

## Storia
La Blucher fu la prima locomotiva funzionante ad esser progettata con
- ruote flangiate che la mantenevano sui binari
- trazione del mezzo legata solamente all'attrito delle ruote stesse al suolo (ovvero senza cremagliera)
- bielle che connettevano direttamente il cilindro alla ruota stessa.

La Blücher, che prese il nome dal generale prussiano Gebhard Leberecht von Blücher che aveva aiutato la Gran Bretagna a sconfiggere Napoleone a Waterloo, riusciva a trasportare 30 tonnellate a una velocità di circa 4 miglia orarie.

## Caratteristiche tecniche
- Caldaia: diametro 863 mm, lunghezza 2,43 metri.
- Cilindro: alesaggio 203 mm.
- Pistone: corsa 609 mm.
- Scartamento: 4 piedi 8 in, circa 141,32 cm.
- Peso: 6 t.